# Nigeria en los Juegos Olímpicos de Seúl 1988
Nigeria estuvo representada en los Juegos Olímpicos de Seúl 1988 por un total de 69 deportistas que compitieron en 8 deportes.  
El portador de la bandera en la ceremonia de apertura fue el atleta Yusuf Alli. El equipo olímpico nigeriano no obtuvo ninguna medalla en estos Juegos.